# 3566 Левітан
3566 Левітан (3566 Levitan) — астероїд головного поясу, відкритий 24 грудня 1979 року.
Тіссеранів параметр щодо Юпітера — 3,539.